# Bichlbach
Bichlbach ist eine Gemeinde mit 772 Einwohnern (Stand 1. Jänner 2024) im Bezirk Reutte in Tirol (Österreich). Sie gehört zum Gerichtsbezirk Reutte.

## Geographie
Bichlbach liegt auf 1079 m ü. A. im Zwischentoren, dem Tal, welches das Ehrwalder Becken mit dem Lechtal verbindet. Im Gemeindegebiet verläuft die Wasserscheide zwischen Lech und Loisach. Die Gemeinde besteht aus drei Ortschaften, dem lang gezogenen Straßendorf Bichlbach (1079 m ü. A., 550 Einwohner) und den beiden nahe beisammenliegenden Dörfern Lähn (1112 m ü. A., 225 Einwohner) und Wengle (1083 m ü. A., 76 Einwohner; Einwohnerstand jeweils 15. Mai 2001).

### Gemeindegliederung
Das Gemeindegebiet umfasst folgende drei Ortschaften (Einwohner Stand 1. Jänner 2024):
- Bichlbach (524)
- Lähn (185)
- Wengle (63)

Zur Ortschaft Bichlbach gehört der Weiler Au, zur Ortschaft Lähn der Weiler Rauthängerle.

### Nachbargemeinden
| Heiterwang |                                             |         |
|            | Kompassrose, die auf Nachbargemeinden zeigt | Lermoos |
| Berwang    |                                             |         |

## Geschichte
Die erste Besiedlung erfolgte vom Allgäu aus. Erstmals urkundlich erwähnt wurde der Ort 1300 als Puechelpach, eine Alpe in Imst. Der Name bedeutet „von Buchen umstandener Bach“.  Ab 1300 wurde Waschgold gewonnen. Urbare zeigen, dass im 14. Jahrhundert die Besiedlung von den Herren von Starkenberg und dem Kloster Füssen vorangetrieben wurde. Um 1400 gab es in Bichlbach bereits ein Gericht, wie die Erwähnung eines „Dingstuhls“ beweist. Im Jahr 1481 kaufte  Sigmund von Tirol das halbe Gericht und unterstellte es dem Gericht Ehrenberg.
Die Kirche in Bichlbach wird 1394 erstmals erwähnt. Sie gehörte zur Großpfarre Breitenwang. Diese war die südlichste Pfarre des Bistums Augsburg und bildete die Grenze zum Bistum Brixen. Im Jahr 1423 wird Bichlbach eine eigenständige Pfarre, 1456 wird die Kirche erweitert.
1456 zerstörte eine Lawine den ganzen Ort Mittewald. Er wurde weiter im Südosten als Lähn (=Lawine) wieder aufgebaut.
Im Schmalkaldischen Krieg verbrachte Kaiser Karl V. auf seiner Flucht nach Flandern im Jahr 1552 eine Nacht in Bichlbach. In der Folge wurde der Ort von den Truppen des Schmalkaldischen Bundes geplündert.
Von 1621 bis 1688 wurden unter der Bleispitze große Mengen von Blei abgebaut. Durch den Zuzug von Knappen stieg die Bevölkerungszahl stark an. Als die Vorräte erschöpft waren, zogen viele als Maurer, Steinmetze, Stuckateure und Zimmerleute nach Schwaben.

Bichlbach, Ansicht vom Wanderweg Kleinstockach–Bichlbach

In Bichlbach wurde 1694 eine Zunft aller im Baugewerbe tätigen Handwerker gegründet. Ihr wurden alle Zünfte von Außerfern einverleibt und sie wurde somit zur Hauptlade mit 1185 Mitgliedern im Jahr 1716. Bevor die Handwerker auf Wanderschaft gingen, trafen sie sich in der Josefskirche auf einem Hügel über dem Ort. Der Holzbau wurde 1732 zu einer barocken Kirche nach den Plänen des Tannheimer Baumeisters Andreas Hafenegger ausgebaut und ist die einzige Zunftkirche Österreichs.
Bis Mitte des 20. Jahrhunderts war die Landwirtschaft ein wichtiger Wirtschaftsfaktor, dann setzte der Fremdenverkehr ein. Bauernhöfe wurden im Nebenerwerb geführt oder aufgelassen, Gewerbe und Dienstleistungen nahmen zu.

### Bevölkerungsentwicklung
| Bichlbach: Einwohnerzahlen von 1869 bis 2024        | Bichlbach: Einwohnerzahlen von 1869 bis 2024 | Bichlbach: Einwohnerzahlen von 1869 bis 2024 | Bichlbach: Einwohnerzahlen von 1869 bis 2024 | Bichlbach: Einwohnerzahlen von 1869 bis 2024 |
| --------------------------------------------------- | -------------------------------------------- | -------------------------------------------- | -------------------------------------------- | -------------------------------------------- |
| Jahr                                                |                                              |                                              |                                              | Einwohner                                    |
| 1869                                                | 1869                                         |                                              | 772                                          | 772                                          |
| 1880                                                | 1880                                         |                                              | 724                                          | 724                                          |
| 1890                                                | 1890                                         |                                              | 662                                          | 662                                          |
| 1900                                                | 1900                                         |                                              | 648                                          | 648                                          |
| 1910                                                | 1910                                         |                                              | 659                                          | 659                                          |
| 1923                                                | 1923                                         |                                              | 684                                          | 684                                          |
| 1934                                                | 1934                                         |                                              | 672                                          | 672                                          |
| 1939                                                | 1939                                         |                                              | 670                                          | 670                                          |
| 1951                                                | 1951                                         |                                              | 713                                          | 713                                          |
| 1961                                                | 1961                                         |                                              | 639                                          | 639                                          |
| 1971                                                | 1971                                         |                                              | 730                                          | 730                                          |
| 1981                                                | 1981                                         |                                              | 751                                          | 751                                          |
| 1991                                                | 1991                                         |                                              | 759                                          | 759                                          |
| 2001                                                | 2001                                         |                                              | 851                                          | 851                                          |
| 2011                                                | 2011                                         |                                              | 800                                          | 800                                          |
| 2021                                                | 2021                                         |                                              | 773                                          | 773                                          |
| 2024                                                | 2024                                         |                                              | 772                                          | 772                                          |
| Quelle(n): Statistik Austria, Gebietsstand 1.1.2021 |                                              |                                              |                                              |                                              |

## Kultur und Sehenswürdigkeiten

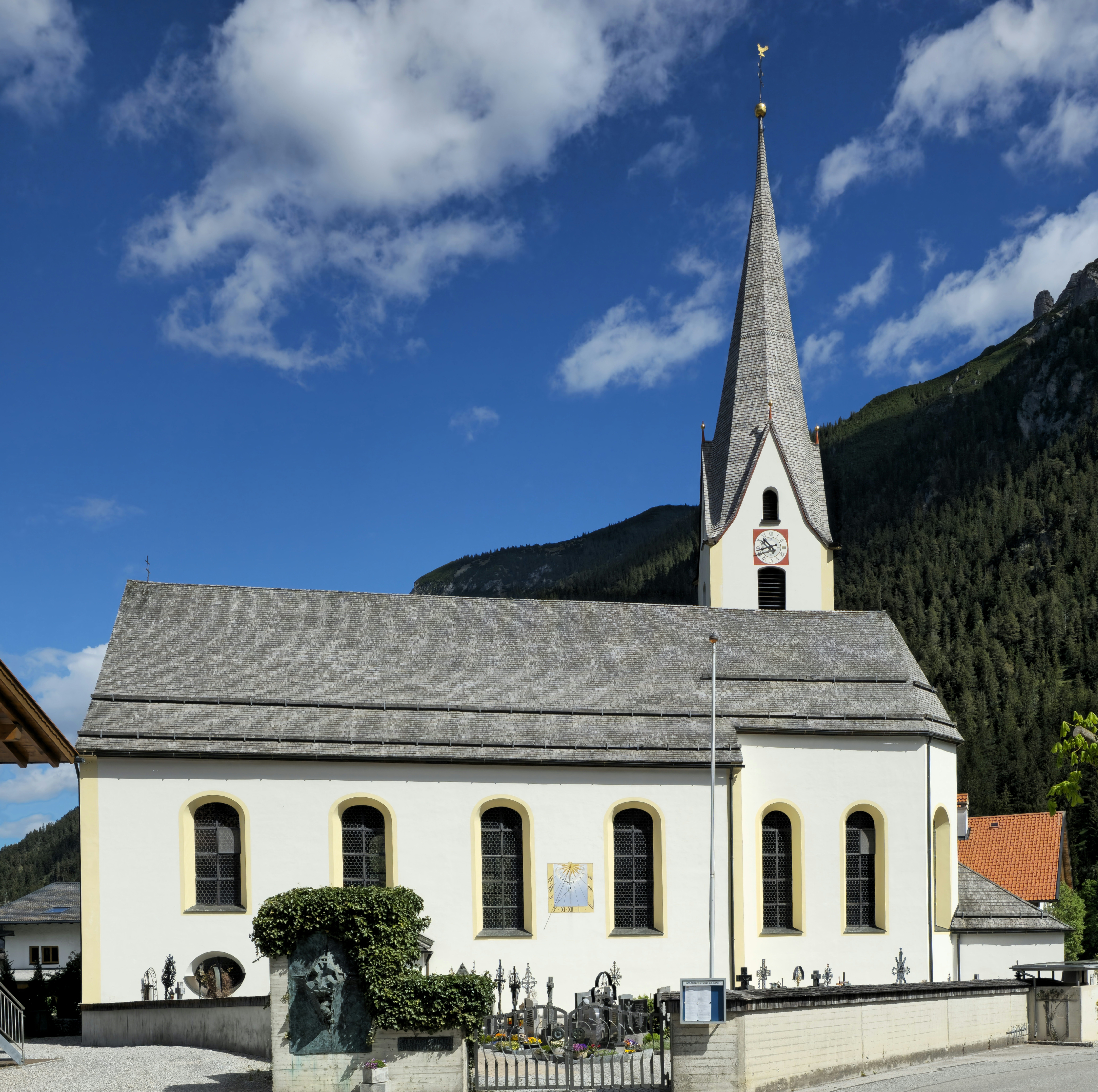
Pfarrkirche Bichlbach

Zunftkirche Bichlbach

- Katholische Pfarrkirche Bichlbach hl. Laurentius
- Zunftkirche Bichlbach hl. Josef, die einzige Zunftkirche Österreichs.[6]
- Katholische Pfarrkirche Lähn Unsere Liebe Frau Maria Schnee
- Kapelle Heiliger Martin.

## Wirtschaft und Infrastruktur

### Wirtschaftssektoren
Von den vierzig landwirtschaftlichen Betrieben des Jahres 2010 wurden vier im Haupt-, 29 im Nebenerwerb, einer von einer Personengemeinschaft und sechs von juristischen Personen geführt. Diese sechs bewirtschafteten mehr als neunzig Prozent der Flächen. Die größten Arbeitgeber im Dienstleistungssektor waren die Bereiche soziale und öffentliche Dienste und Handel.
| Wirtschaftssektor            | Anzahl Betriebe | Anzahl Betriebe | Erwerbstätige | Erwerbstätige |
| Wirtschaftssektor            | 2011            | 2001            | 2011          | 2001          |
| ---------------------------- | --------------- | --------------- | ------------- | ------------- |
| Land- und Forstwirtschaft 1) | 40              | 56              | 6             | 6             |
| Produktion                   | 3               | 5               | 3             | 22            |
| Dienstleistung               | 45              | 42              | 97            | 102           |

1) Betriebe mit Fläche in den Jahren 2010 und 1999

### Arbeitsmarkt, Pendeln
Im Jahr 2011 lebten 342 Erwerbstätige in Bichlbach. Davon arbeiteten 76 in der Gemeinde, mehr als drei Viertel pendelten aus.

### Fremdenverkehr
Bichlbach ist heute eine zweisaisonale Tourismusgemeinde mit Schwerpunkt im Wintertourismus (durch die Lage am Eingang nach Berwang sowie der Talstation der Almkopfbahn). Die Anzahl der Übernachtungen stieg von 62.000 im Jahr 2010 auf 94.000 im Jahr 2019 an.

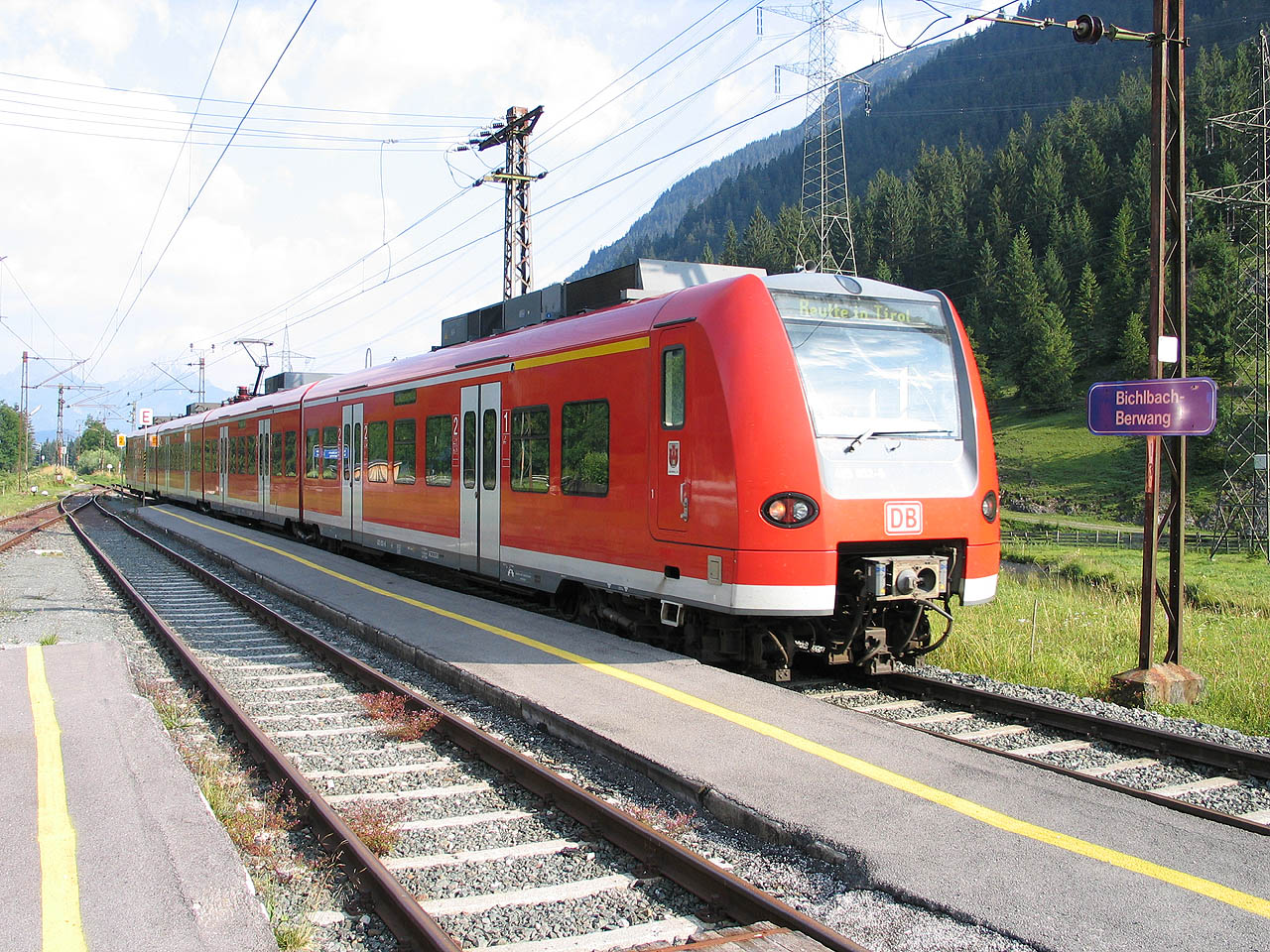
Im Bahnhof Bichlbach-Berwang.

### Verkehr
Die Gemeinde liegt an der Fernpassstraße und ist mit dem Bahnhof Bichlbach-Berwang sowie den Haltestellen Lähn und Bichlbach-Almkopfbahn an der Außerfernbahn an das Eisenbahnnetz angeschlossen. Zugleich liegt der Ort am Fernradweg, der als Via Claudia Augusta entlang einer gleichnamigen antiken Römerstraße verläuft.

## Politik

### Gemeinderat
In den Gemeinderat werden elf Mandatare gewählt:
| Partei                        | 2022    | 2022    | 2016    | 2016    | 2010  | 2010    |
| Partei                        | Prozent | Mandate | Prozent | Mandate | %     | Mandate |
| ----------------------------- | ------- | ------- | ------- | ------- | ----- | ------- |
| LISTE für die Gemeinschaft    | 61,31   | 7       | 61,56   | 7       | 51,36 |         |
| Gemeinsam für unsere Gemeinde | 38,69   | 4       | 38,44   | 4       | 48,64 |         |

### Bürgermeister
bis 2022 Klaus Ziernhöld
seit 2022 Stefan Schwarz

### Wappen
Blasonierung: In rot ein schwarzer, doppelköpfiger Adler, von einem silbernen Pfahl belegt, darin eine nach links blickende, schwarz gewandete Figur des heiligen Josef, ein silbernes Zimmermannsdreieck haltend.
Das 1974 verliehene Gemeindewappen ist dem Zunftsiegel von 1694 nachempfunden und zeigt den heiligen Josef als Patron der Handwerker vor einem schwarzen Doppeladler. Die Farben der Gemeindefahne sind Schwarz – Rot.

## Persönlichkeiten
- Alois Zotz (1814–1893), Priester, später amerikanischer Journalist und Zeitungsverleger
- Nicole Hosp (* 1983), Weltmeisterin im Ski-Riesenslalom, wohnt in Bichlbach